# Lawa (Cameroun)
Pour les articles homonymes, voir Lawa.
Lawa est un village du Cameroun situé dans le département de la Bénoué et la région du Nord. Il fait partie de la commune de Bibémi. Lawa est entouré par les villages de Libing (n.), Patadjé (s.-o.) et Neftengol (s.). Le Plan Communal de Développement de Bibémi présente deux entités formant le village de Lawa: Lawa I et Lawa II (carrefour Djaoro Gotel). Le même document prévoyait à Lawa la construction de puits, de 4 salles de classe, d’un magasin de stockage de produits secs, l’acquisition d’un moulin à céréales, ainsi que la construction d’un pont.  

## Population
Selon le Plan Communal de Développement de Bibémi daté de mai 2014, la localité comptait 619 habitants (Lawa I) et 300 habitants (Lawa II). Le nombre d’habitants de Lawa était de 563 selon le recensement de 2005.